# Gobierno estatal de Mecklemburgo-Pomerania Occidental
El Gobierno estatal de Mecklemburgo-Pomerania Occidental (en alemán: Landesregierung von Mecklenburg-Vorpommern) constituye el poder ejecutivo del Estado federado de Mecklemburgo-Pomerania Occidental, en Alemania. Está conformado por la Ministra-Presidenta y los ministros estatales, quienes administran las distintas carteras del gobierno regional conforme a lo establecido por la Constitución del Estado.
El gobierno actual, conocido como el Segundo gabinete Schwesig, está compuesto por una coalición entre el Partido Socialdemócrata (SPD) y La Izquierda, en funciones desde el 15 de noviembre de 2021.

## Estructura

### Ministra-Presidenta
La jefa del gobierno estatal es la Ministra-Presidenta (Ministerpräsidentin), quien representa al Estado, determina las directrices políticas generales y nombra a los ministros estatales. La actual titular es Manuela Schwesig (SPD), en el cargo desde el 4 de julio de 2017.

### Ministros
El ejecutivo está compuesto por la Ministra-Presidenta y los ministros responsables de distintas áreas. Las decisiones que implican a varios ministerios se toman de manera colegiada en reuniones de gabinete, conforme al principio del Kabinettsprinzip.
Cada ministerio es gestionado de forma autónoma bajo el principio del Ressortprinzip, lo que otorga a los ministros competencias propias bajo la coordinación general de la Ministra-Presidenta.

### Cancillería del Estado
La Cancillería Estatal (Staatskanzlei) es el organismo de coordinación del gobierno, y asiste directamente a la Ministra-Presidenta. Tiene su sede en Schwerin y coordina la acción interministerial, las relaciones con el gobierno federal, la Unión Europea y la comunicación institucional.

## Listado de Ministros-presidentes desde 1990
| Legislatura     | Gobierno       | N.º | Fotografía              | Ministro-Presidente del Gobierno estatal de Mecklemburgo-Pomerania Occidental | Inicio del mandato     | Fin del mandato         | Duración del mandato       |
| --------------- | -------------- | --- | ----------------------- | ----------------------------------------------------------------------------- | ---------------------- | ----------------------- | -------------------------- |
| I (1990-1994)   | Gomolka        | 1.° |                         | Alfred Gomolka                                                                | 28 de octubre de 1990  | 19 de marzo de 1992     | 1 año, 4 meses y 22 días   |
| I (1990-1994)   | Seite I        | 2.° |                         | Berndt Seite                                                                  | 19 de marzo de 1992    | 8 de diciembre de 1994  | 6 años, 7 meses y 15 días  |
| II (1994-1998)  | Seite II       | 2.° | 8 de diciembre de 1994  | Berndt Seite                                                                  | 3 de noviembre de 1998 |                         | 6 años, 7 meses y 15 días  |
| III (1998-2002) | Ringstorff I   | 3.° |                         | Harald Ringstorff                                                             | 3 de noviembre de 1998 | 6 de noviembre de 2002  | 9 años, 9 meses y 3 días   |
| IV (2002-2006)  | Ringstorff II  | 3.° | 6 de noviembre de 2002  | Harald Ringstorff                                                             | 7 de noviembre de 2006 |                         | 9 años, 9 meses y 3 días   |
| V (2006-2011)   | Ringstorff III | 3.° | 7 de noviembre de 2006  | Harald Ringstorff                                                             | 6 de agosto de 2008    |                         | 9 años, 9 meses y 3 días   |
| V (2006-2011)   | Sellering I    | 4.° |                         | Erwin Sellering                                                               | 6 de agosto de 2008    | 25 de noviembre de 2011 | 8 años, 10 meses y 29 días |
| VI (2011-2016)  | Sellering II   | 4.° | 25 de noviembre de 2011 | Erwin Sellering                                                               | 1 de noviembre de 2016 |                         | 8 años, 10 meses y 29 días |
| VII (2016-2021) | Sellering III  | 4.° | 1 de noviembre de 2016  | Erwin Sellering                                                               | 4 de julio de 2017     |                         | 8 años, 10 meses y 29 días |
| VII (2016-2021) | Schwesig I     | 5.ª |                         | Manuela Schwesig                                                              | 4 de julio de 2017     | 15 de noviembre de 2021 | 8 años, 1 mes y 2 días     |
| VIII (2021-)    | Schwesig II    | 5.ª | 15 de noviembre de 2021 | Manuela Schwesig                                                              | En el cargo            |                         | 8 años, 1 mes y 2 días     |

## Gobierno actual
|                                                                   |              |                                                       |                                     |
| Partido político                                                  |              | Partido Socialdemócrata de Alemania                   | Partido Socialdemócrata de Alemania |
| Partido político                                                  | La Izquierda |                                                       |                                     |
| Ministra-Presidenta                                               |              |                                                       |                                     |
| Ministra-Presidenta                                               |              | Manuela Schwesig Desde 15 de noviembre de 2021        |                                     |
| Viceministra-Presidenta                                           |              |                                                       |                                     |
| Viceministra-Presidenta                                           |              | Simone Oldenburg Desde el 15 de noviembre de 2021     |                                     |
| Ministros                                                         |              |                                                       |                                     |
| Economía, Infraestructuras, Turismo y Trabajo                     |              | Reinhard Meyer Desde el 15 de noviembre de 2021       |                                     |
| Interior, Construcción y Digitalización                           |              | Christian Pegel Desde el 15 de noviembre de 2021      |                                     |
| Educación y Educación Infantil                                    |              | Simone Oldenburg Desde el 15 de noviembre de 2021     |                                     |
| Sociedad, Salud y Deporte                                         |              | Stefanie Drese Desde el 15 de noviembre de 2021       |                                     |
| Ciencia, Cultura, Asuntos Federales y Europeos                    |              | Bettina Martin Desde el 15 de noviembre de 2021       |                                     |
| Protección del Clima, Agricultura, Zonas Rurales y Medio Ambiente |              | Till Backhaus Desde el 15 de noviembre de 2021        |                                     |
| Finanzas                                                          |              | Heiko Geue Desde el 15 de noviembre de 2021           |                                     |
| Justicia, Igualdad y Protección del Consumidor                    |              | Jacqueline Bernhardt Desde el 15 de noviembre de 2021 |                                     |